# 黄文欢

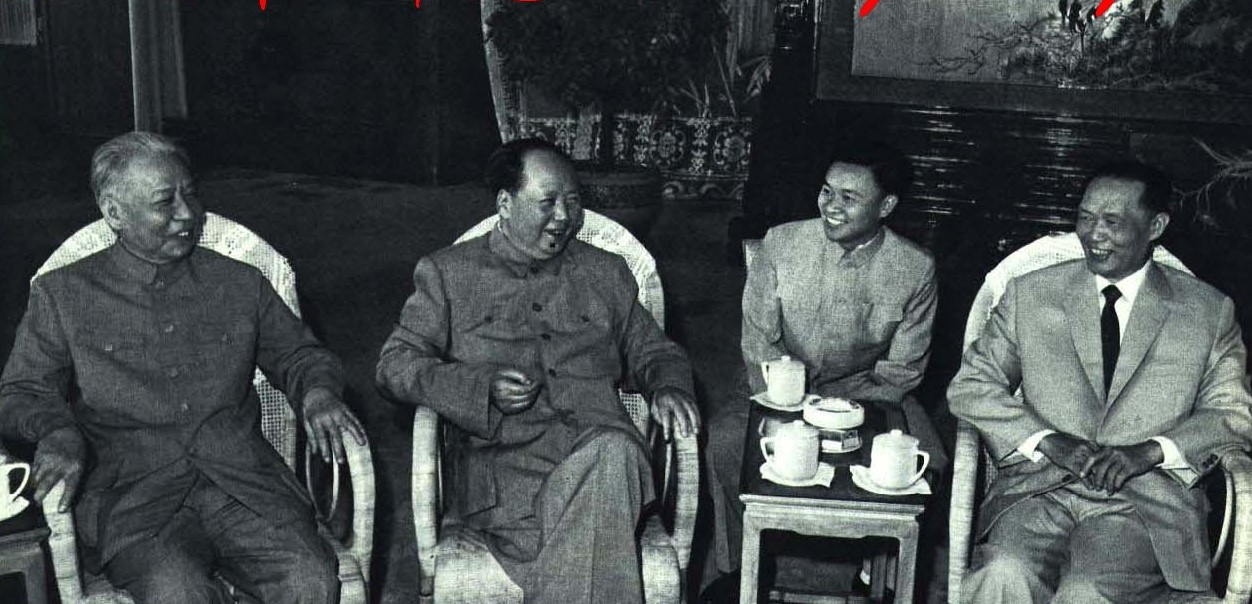
1965年刘少奇、毛泽东会见黄文欢

黄文欢（越南语：／，1905年—1991年5月18日），越南政治人物、越南共产党领导人，为亲中派人士。他也是印度支那共产党的创始人之一。

## 生平
1905年，黃文歡生于越南乂安省瓊瑠縣瓊堆社的一個贫农家庭，在家乡完成了初等教育，19岁起开始参加反法革命活动。1926年参加由胡志明在广州主办的“越南青年政治训练班”。1928年起在泰国开展革命活动，于1930年加入暹罗共产党，1934年被任命为暹罗共产党临时中央委员。1941年，黄文欢、范文同、武元甲等人参与创办了越南独立同盟会（越盟）。
1945年越南民主共和国建立后，黄文欢于1950年至1957担任越南民主共和国驻中华人民共和国大使。1958年，当选越南民主共和国及越南社会主义共和国国会主席团副主席；1960年，当选越南劳动党中央政治局委员。黄文欢是一个亲中派人士，与胡志明个人关系亲密，因而在1960年代的中苏交恶期间，北越采纳了他的亲中政策。然而在1965年到1966年期间，北越与苏联的关系改善，与此同时，北越与中国的关系越来越紧张。他在党内的地位逐渐被亲苏派的黎笋取代，其亲信外交部长春水也被换掉。不过，他仍在处理中越关系上发挥着重要作用。1973年5月，他曾秘密访问中国，讨论关于柬埔寨内战的相关事宜。1974年8月至11月，他曾以“治疗疾病”的名义去中国，不过他此行的真实目的可能是对中越边境进行谈判，但没有成功。
1976年，毛泽东逝世。在同年召开的越南共产党第四次全国大会上，黄文欢未能当选越共中央委员，仅保留了没有实权的国会主席团副主席这一职务。黄文欢自此失势并逐渐淡出公众视野，并遭到监听和监视。1979年夏，黄文欢乘飞机去东德治疗疾病。途经巴基斯坦卡拉奇下机休息时，黄文欢秘密来到中国领事馆寻求政治避难，并于7月抵达北京。在北京，他批评越共对待华人“比希特勒对待犹太人还坏”。8月，中国《人民日报》登载了署名黄文欢的公开信，信中指责以越南共产党总书记黎笋为首的越南当局奉行亲苏反华政策使得越南丧失了独立性，并批评越南当局侵占柬埔寨，以及控制老挝。同年8月，他被越南共产党剥夺一切职务并开除党籍。1980年6月，越南政府以叛国罪缺席判处黄文欢死刑，官媒将其与卖国求荣的皇帝黎昭统相提并论。后来，黄文欢不断指责越共对中国的敌对政策。1981年9月1日，黄文欢在《人民日报》发表声明，声称“黎笋篡改胡志明主席遗嘱”。
1988年，黄文欢出版回忆录《沧海一粟——黄文欢革命回忆录》（北京外国语出版社，1988，ISBN 7-119-00604-5）。1991年黄文欢病逝于北京，骨灰分为三部分，一部分葬于北京西郊的八宝山革命公墓，一部分撒在云南的红河源头，另一部分回到越南故乡。

## 著作
- 《越中情义深》，中文版1980人民出版社
- 《越中友好与黎笋的背叛》，中文版1982人民出版社
- 《黄文欢汉文诗抄》，中文版1984人民文学出版社
- 《沧海一粟——黄文欢革命回忆录》，中文版1987解放军出版社
- 《黄文欢文选: 1979-1987，中文版1988人民文学出版社